# Манн, Александер (художник)
Александер Манн (англ. Alexander Mann; 22 января 1853, Глазго — 26 января 1908, Лондон) — шотландский художник — постимпрессионист, член группы Глазго Бойз.

## Жизнь и творчество
Александр Манн был сыном крупного торговца и коллекционера произведений искусства. Брать уроки рисования начал ещё в детстве, затем учился в Школе искусств Глазго. В 1877 году Манн приехал в Париж и поступил в Академию Жюлиана, позднее он учился у М. Мункачи, а в 1881—1885 годы — у Каролюс-Дюрана. В это время Манн был последователем Гаагской школы живописи и почитателем творчества Бастьен-Лепажа. Часто выставлял свои полотна — преимущественно пейзажи и жанровые композиции — на Парижских салонах.
В начале 1880-х годов художник некоторое время жил в Венеции, где писал ряд полотен, получивших международное признание (например, A Bead Stringer, Venice — на Парижском салоне 1885 года). В то же время эти картины были холодно приняты на выставке в Королевском институте изящных искусств в Глазго. В связи с этим Манн переехал в Беркшир и параллельно открыл свою художественную мастерскую в лондонском Челси, по соседству с мастерской Уистлера. Манн выставлял свои новые полотна в Королевской академии художеств, Новом английском художественном клубе, Королевском обществе британских художников и других. В 1886 году Манн стал первым шотландским художником — членом Нового английского художественного клуба.
Создавая на полотне пейзажи и жанровые сценки, художник объездил Англию и Шотландию, посетил Италию, Францию и Испанию. В 1890—1892 годах Манн с семьёй побывал в Танжере, затем жил в Лондоне. В 1893 году мастер был избран в Королевский институт масляной живописи.

## Галерея

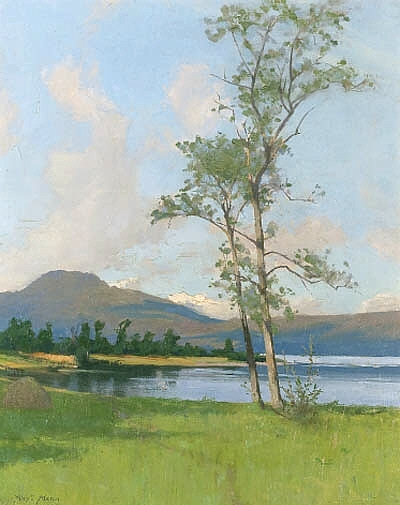
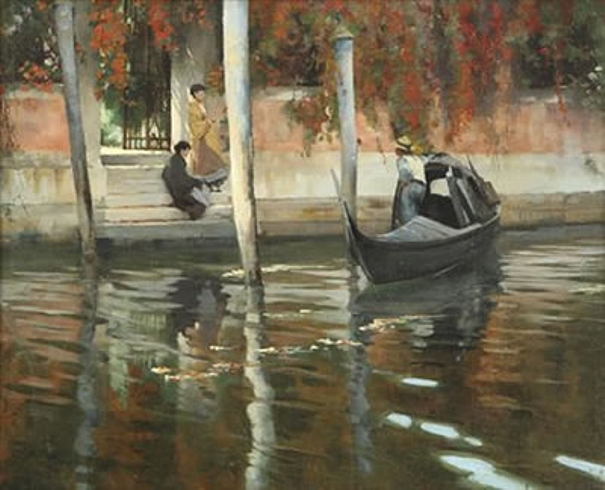
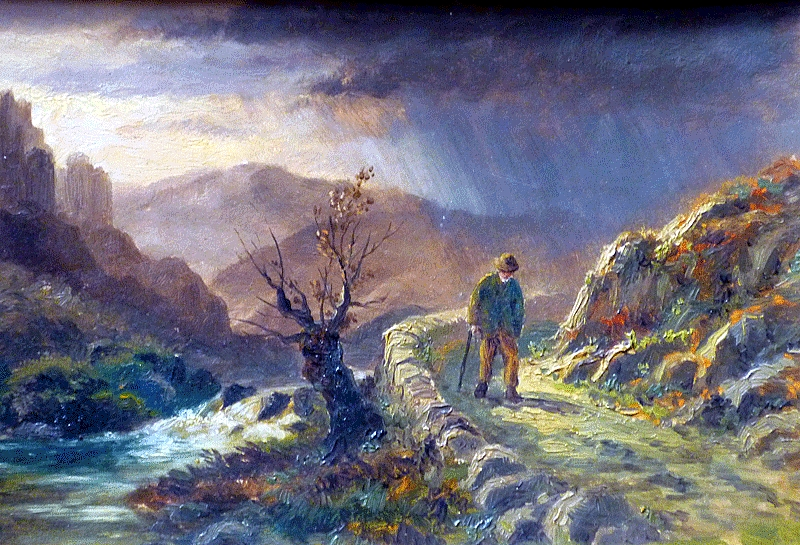
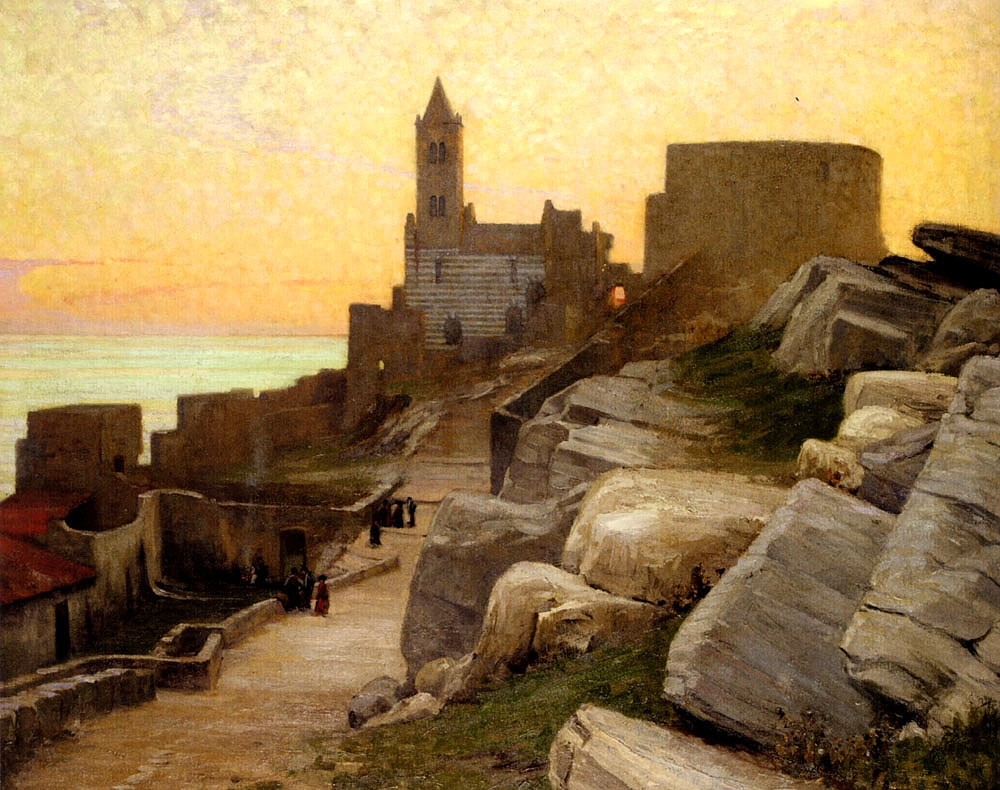
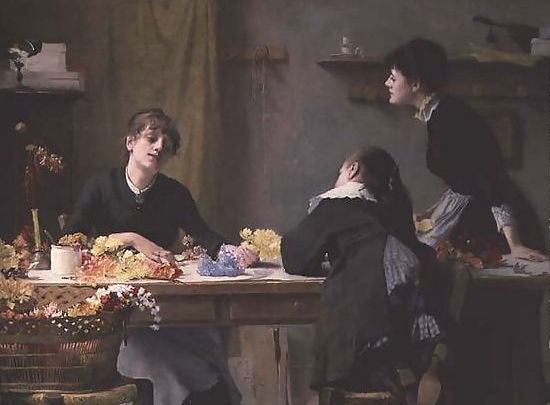
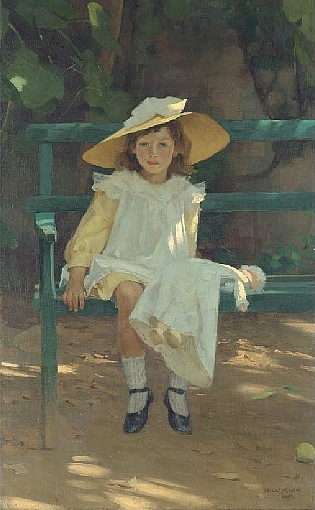